# Goblinz Studio
 (octobre 2023).
Goblinz Studio est une entreprise de développement et d'édition de jeux vidéo.

## Historique
Goblinz Studio est fondé en tant que studio indépendant de développement en mars 2016 par Johann Verbroucht à Thionville, en France. À ce moment, l'équipe finalise la production de leur premier jeu Dungeon Rushers, qui travaille principalement en télétravail depuis Toulouse, Lyon, Paris ou la Corse. Par ailleurs, elle se compose de trois développeurs permanents et six indépendants. En outre, le budget alloué pour cette première production est de plus de 150 000 euros pour une production de deux ans.
Goblinz travaillent beaucoup avec sa communauté au cours de diffusions en direct sur Internet ou en étudiant leur propositions.
En 2019, l'entreprise créée une entité d'édition intitulée Goblinz Publishing,. Elle est spécialisée dans les jeux de stratégie et simulation, en particulier du city-builder et du tycoon.
En 2023, les jeux Goblinz sont principalement présents aux États-Unis, en Chine et en Allemagne tandis que le studio souhaite étendre ses activités sur le marché français, polonais (en), japonais et coréen. En effet, elle est globalement composée de sept à onze employés en fonction des étapes de production des jeux, comme un directeur de jeu, un concepteur de jeux, un à deux graphistes, un à deux développeurs, un narrative designer, un chef de projet et des testeurs. À cette date, la conception d'un jeu dure encore au minimum deux années pour un budget de plus de 2 millions d'euros.

## Ludothèque

### Jeux développés
- Dungeon Rushers (2016)[4] ;
- Robothorium (2019)[4] ;
- Sigma Theory: Global Cold War (2019), codéveloppé avec Mi-Clos Studio ;
- Legend of Keepers (en) (2021)[2],[8] ;
- Out There (2022)[réf. nécessaire], codéveloppé avec Mi-Clos Studio ;
- Sandwalkers (2023)[9].

### Jeux édités
- Seeds of Resilience (2019) ;
- Iris and the Giant (2020) ;
- A Long Way Down (2020) ;
- As Far AS The Eye (2020) ;
- Snowtopia (2021) ;
- Neurodeck (2021)[10] ;
- Banners of Ruin (2021) ;
- Defend the Rook (2021)[9] ;
- Hero's Hour (2022)[11] ;
- Oaken (2022)[9] ;
- Diluvian Winds (2022)[9] ;
- Ozymandias (2022) ;
- Terraformers (2023)[9] ;
- Racine (2023) ;
- Overboss (2023) ;
- Synergy (2024)[12],[13] ;
- Mini Settlers (2024)[14] ;
- The Executive - A Movie Industry Tycoon (2024) ;
- Fantastic Haven[15]
- Day of the Shell[16]
- Shogun Showdown (2024)
- Knightica (2025)